# Partido da Esquerda Europeia
O Partido da Esquerda Europeia é um partido político europeu que agrupa a maior parte dos partidos comunistas europeus e seus sucessores, bem como algumas outras forças de esquerda anticapitalista, incluindo socialistas democráticos.

## Precedentes
Tem origem no grupo parlamentar Esquerda Unitária Europeia/Esquerda Nórdica Verde. Alguns partidos membros deste grupo fizeram uma convocação em janeiro de 2004 aos partidos de esquerda para fundar um partido político europeu. O partido foi fundado na convenção de 8 e 9 de maio, em Roma.

## Financiamento
Enquanto partido político europeu registado, o partido tem direito a financiamento público europeu, que tem recebido continuamente desde 2004.
Apresenta-se de seguida a evolução do financiamento público europeu recebido pelo partido.
Montante (€)Financiamento público europeu dos partidos políticos europeus0500.0001.000.0001.500.0002.000.0002.500.0002004200720102013201620192022Montantes máximos de financiamento públicoMontantes de financiamento público efetivamente recebidos
Em conformidade com o Regulamento relativo aos partidos políticos europeus e às fundações políticas europeias, o partido também angaria fundos privados para cofinanciar as suas actividades. A partir de 2025, os partidos europeus devem angariar, pelo menos, 10% das suas despesas reembolsáveis a partir de fontes privadas, enquanto o restante pode ser coberto através de financiamento público europeu.
Segue-se a evolução das contribuições e donativos recebidos pelo partido.
Montante (€)Contribuições angariadas pelos partidos políticos europeus50.000100.000150.000200.000250.000300.000350.000400.00020042008201220162020PEE
Montante (€)Donativos angariados pelos partidos políticos europeus01002003004005002004200720102013201620192022PEE

## Membros

### Partidos políticos

#### Membros actuais

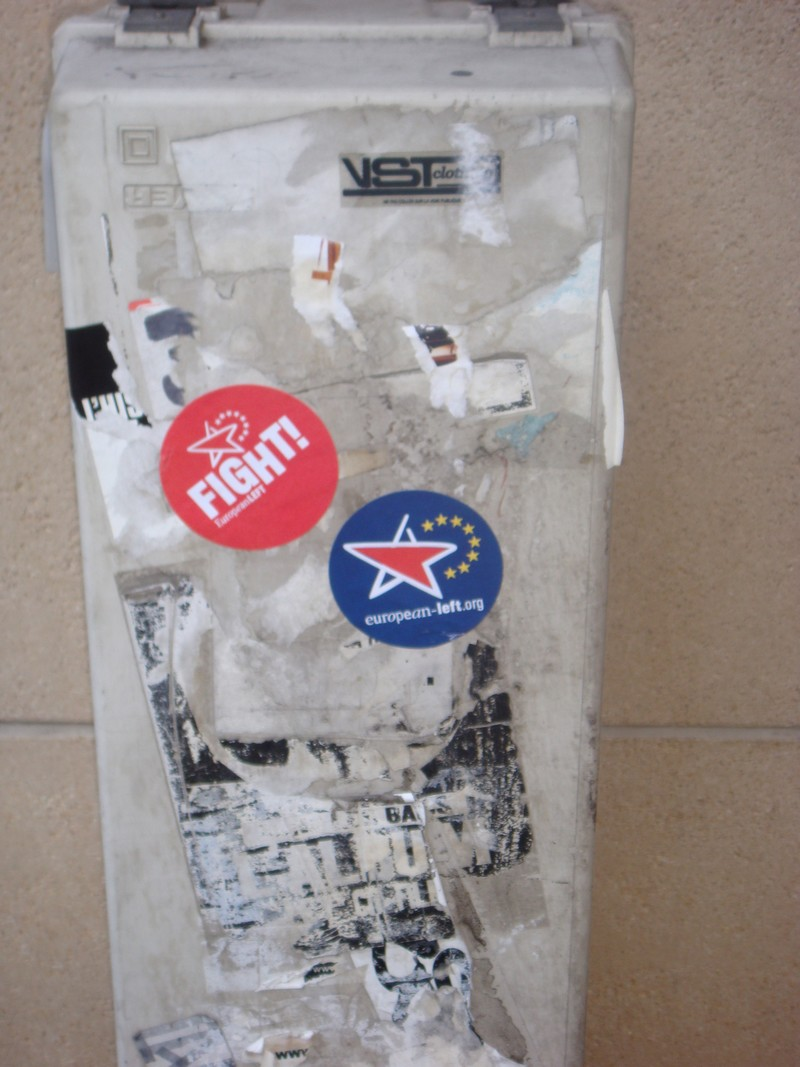

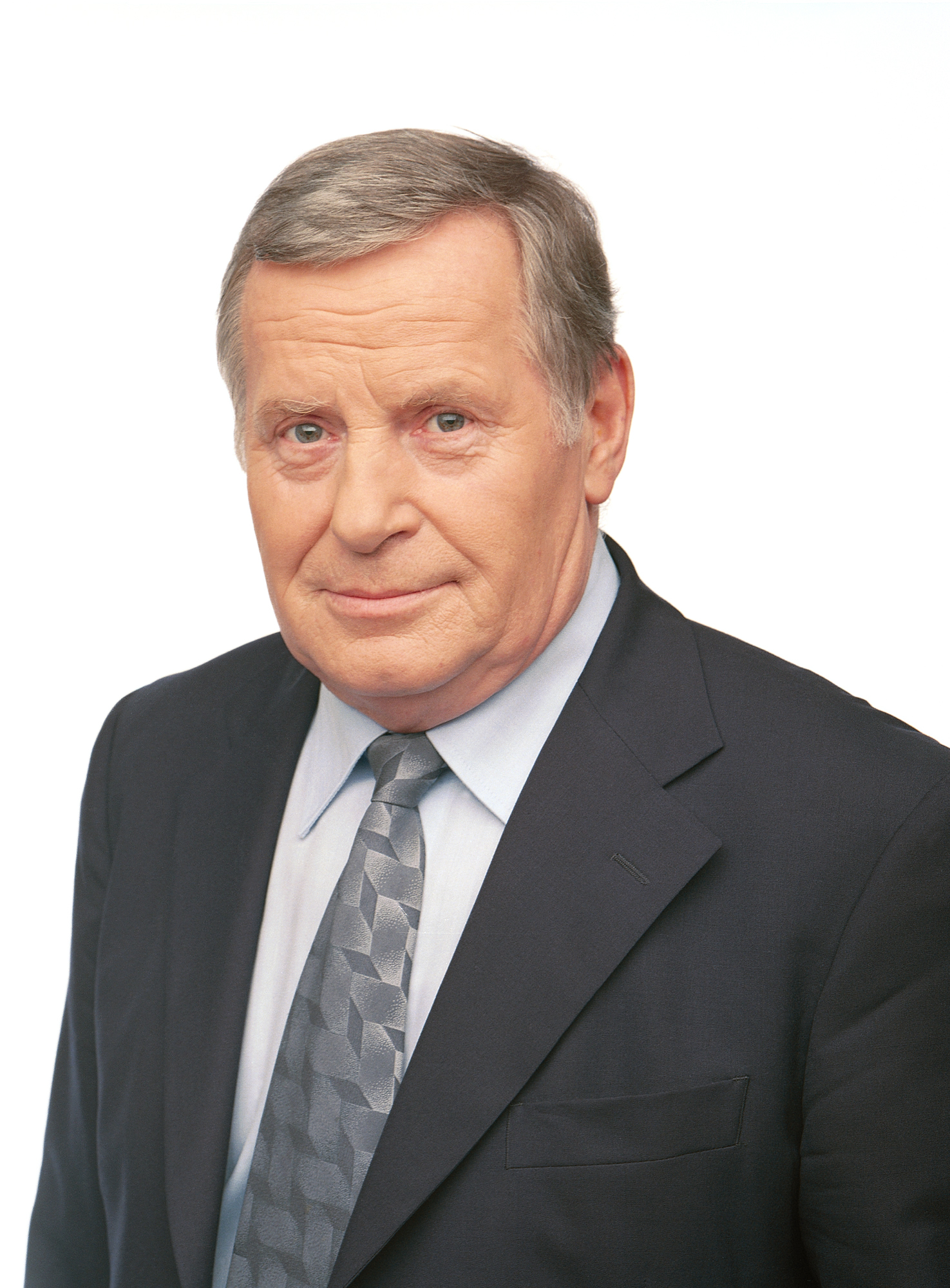
Lothar Bisky

Estes são os membros do Partido da Esquerda Europeia:

| País         | Nome                                             | DE             | DN             | Status            |
| ------------ | ------------------------------------------------ | -------------- | -------------- | ----------------- |
| Alemanha     | A Esquerda                                       | 5 / 96         | 64 / 631       | Oposição          |
| Áustria      | Partido Comunista da Áustria                     | 0 / 18         | 0 / 183        | Extra-parlamentar |
| Bélgica      | Partido Comunista da Valónia                     | 0 / 8          | 0 / 62         | Extra-parlamentar |
| Bielorrússia | Partido da Esquerda Bielorrusso "Um Mundo Justo" |                | 0 / 110        | Extra-parlamentar |
| Bulgária     | Esquerda Búlgara                                 | 0 / 17         | 0 / 240        | Extra-parlamentar |
| Eslovénia    | Esquerda Unida                                   | 0 / 8          | 6 / 90         | Oposição          |
| Espanha      | Esquerda Unida                                   | 4 / 54         | 8 / 350        | Oposição          |
| Espanha      | Partido Comunista de Espanha                     | Esquerda Unida | Esquerda Unida | Oposição          |
| Espanha      | Esquerda Unida e Alternativa                     | Esquerda Unida | Esquerda Unida | Oposição          |
| Estónia      | Partido da Esquerda Unida da Estónia             | 0 / 6          | 0 / 100        | Extra-parlamentar |
| Finlândia    | Partido Comunista da Finlândia                   | 0 / 13         | 0 / 200        | Extra-parlamentar |
| França       | Partido Comunista Francês                        | 2 / 74         | 7 / 577        | Oposição          |
| França       | Partido de Esquerda                              | 1 / 74         | 1 / 577        | Oposição          |
| Grécia       | SYRIZA                                           | 6 / 21         | 86 / 300       | Oposição          |
| Hungria      | Partido dos Trabalhadores da Hungria 2006        | 0 / 21         | 0 / 199        | Extra-parlamentar |
| Itália       | Partido da Refundação Comunista                  | 1 / 73         | 0 / 630        | Extra-parlamentar |
| Luxemburgo   | A Esquerda                                       | 0 / 6          | 2 / 60         | Oposição          |
| Moldávia     | Partido dos Comunistas da República da Moldávia  |                | 21 / 100       | Oposição          |
| Chéquia      | Partido do Socialismo Democrático                | 0 / 21         | 0 / 200        | Extra-parlamentar |
| Roménia      | Partido da Alternativa Socialista                | 0 / 32         | 0 / 412        | Extra-parlamentar |
| San Marino   | Esquerda Unida                                   |                | 5 / 60         | Oposição          |
| Suíça        | Partido Suiço do Trabalho                        |                | 0 / 200        | Extra-parlamentar |
| Turquia      | Partido da Liberdade e Solidariedade             |                | 0 / 550        | Extra-parlamentar |

#### Partidos observadores
| País            | Nome                                     | DE     | DN       | Status            |
| --------------- | ---------------------------------------- | ------ | -------- | ----------------- |
| Bélgica         | Movimento VEGA                           | 0 / 21 | 0 / 150  | Extra-parlamentar |
| Chipre          | Partido Progressista do Povo Trabalhador | 2 / 6  | 16 / 56  | Oposição          |
| Chipre do Norte | Partido do Novo Chipre                   |        | 0 / 50   | Extra-parlamentar |
| Chipre do Norte | Partido do Chipre Unido                  |        | 0 / 50   | Extra-parlamentar |
| Eslováquia      | Partido Comunista da Eslováquia          | 0 / 13 | 0 / 150  | Extra-parlamentar |
| Itália          | Esquerda Italiana                        | 2 / 73 | 13 / 630 | Oposição          |
| Reino Unido     | Unidade de Esquerda                      | 0 / 73 | 0 / 630  | Extra-parlamentar |
| Chéquia         | Partido Comunista da Boémia e Morávia    | 3 / 21 | 33 / 200 | Oposição          |

### Membros individuais
O partido inclui também um certo número de membros individuais. Embora tenha tido um número constantemente elevado de membros individuais, e atualmente o número mais elevado, o partido não procurou desenvolver uma adesão individual em massa.
Segue-se a evolução da filiação individual no partido desde 2019.
Membros individuaisMembros individuais dos partidos políticos europeus340360380400420440460201920202021202220232024PEE

## Nas Instituições Europeias
| Organização        | Instituição                            | Número de lugares |
| ------------------ | -------------------------------------- | ----------------- |
| União Europeia     | Parlamento Europeu                     | 16 / 720          |
| União Europeia     | Comissão Europeia                      | 0 / 27            |
| União Europeia     | Conselho Europeu (Chefes de Governo)   | 0 / 27            |
| União Europeia     | Conselho da União Europeia (Ministros) |                   |
| União Europeia     | Comité das Regiões                     | 0 / 329           |
| Conselho da Europa | Assembleia Parlamentar                 | 35 / 612 (EEU)    |